# Apodanthera palmeri
Apodanthera palmeri är en gurkväxtart som beskrevs av S. Wats. Apodanthera palmeri ingår i släktet Apodanthera och familjen gurkväxter. Inga underarter finns listade i Catalogue of Life.